# Costus ligularis
Costus ligularis är en enhjärtbladig växtart som beskrevs av John Gilbert Baker. Costus ligularis ingår i släktet Costus och familjen Costaceae. Inga underarter finns listade.